# Wahlkreis Nordsavo
Der Wahlkreis Nordsavo (zuletzt Wahlkreis 10) war von 1907 bis 2011 einer von 15 bzw. 16 finnischen Wahlkreisen für die Wahlen zum finnischen Parlament. Er bestand aus der Landschaft Nordsavo. Bei den Parlamentswahlen stehen jedem Wahlkreis orientiert an der Einwohnerzahl eine bestimmte Anzahl von Mandaten im Parlament zu, dem Wahlkreis Nordsavo standen von 1907 bis 1916 13 Sitze zu, 1917 bis 1999 fiel diese Zahl von 12 Sitzen bis auf 10 Sitze. Bei der Wahl 2011 entfielen auf Nordsavo nur noch 9 Sitze. Zur Wahl 2015 wurde der Wahlkreis mit dem Wahlkreis Nordkarelien zum Wahlkreis Savo-Karelien zusammengelegt.